# Каэйру да Мата, Жозе
Жозе Каэйру да Мата (порт. José Caeiro da Mata); 6 января 1877 года, Аррайолуш, Португалия — 3 января 1963 года, Лиссабон, Португалия) — португальский юрист и государственный деятель, министр иностранных дел Португалии (1933—1935 и 1947—1950).

## Биография
В 1899 году окончил юридический факультет Коимбрского университета, где в 1905 году получил лиценциат, а годом позже — докторскую степень. Являлся ассистентом, а затем профессором кафедры уголовного права и криминологии Коимбрского университета, с 1919 г. — профессор международного частного права в Лиссабонского университета. С 1908 по 1910 гг. — депутат португальского парламента от Прогрессивной партии. После провозглашения республики на некоторое время ушел из политической жизни и вновь занялся наукой.
В 1920-х годах представлял свою страну на нескольких международных конференциях. В 1922 году вошел с состав правления Банка Португалии. В 1929—1946 годах занимал должность ректора Лиссабонского университета.
В правительстве Нового государства, сформированном после военного переворота 1926 года, занимал пост министра иностранных дел Португалии (1933—1935). Кроме того, в 1931—1945 годах являлся в качестве вспомогательным судьей (juge-suppléant) в Постоянной палате Международного суда в Гааге. В 1935—1939 годы неоднократно возглавлял португальские делегации на заседаниях Лиги Наций. В 1941—1944 годы являлся послом Португалии при Режиме Виши.
Занимал ответственные должности в правительстве Салазара:
- 1944—1947 гг. — министр образования,
- 1947—1950 гг. — министр иностранных дел. На этом посту в 1949 году подписал Североатлантический договор и таким образом выступил одним из основателей НАТО. В 1947 и 1948 годы возглавлял делегацию на Парижской конференции по Плану Маршалла и при создании Организации экономического сотрудничества и развития. В 1948 году было заключено двустороннее соглашение с США, исключающее получение финансовой помощи, однако обеспечивавшее дальнейшее существование режима Салазара.

С 1945 года до своей смерти возглавлял Академию исторических наук Португалии.
Являлся автором юридических монографий и учебных пособий. Почетный доктор Университета Бордо (1938).

## Награды
| Страна     | Дата              | Награда                                                      | Награда                                                      | Литеры |
| ---------- | ----------------- | ------------------------------------------------------------ | ------------------------------------------------------------ | ------ |
| Португалия | 13 января 1930 —  | Кавалер Большого креста ордена Народного образования         | Кавалер Большого креста ордена Народного образования         | GCIP   |
| Румыния    | 16 января 1930 —  | Кавалер Большого креста ордена Короны                        | Кавалер Большого креста ордена Короны                        |        |
| Португалия | 12 января 1931 —  | Кавалер Большого креста Военного ордена Христа               | Кавалер Большого креста Военного ордена Христа               | GCC    |
| Португалия | 1 июля 1931 —     | Кавалер Большого креста Военного ордена Святого Якова и Меча | Кавалер Большого креста Военного ордена Святого Якова и Меча | GCSE   |
| Испания    | 30 января 1934 —  | Кавалер ордена Республики                                    | Кавалер ордена Республики                                    |        |
| Испания    | 1949 —            | Большой крест ордена Альфонса X Мудрого                      | Большой крест ордена Альфонса X Мудрого                      |        |
| Португалия | 31 декабря 1960 — | Кавалер Большого креста ордена Инфанта дона Энрике           | Кавалер Большого креста ордена Инфанта дона Энрике           | GCIH   |